# Domieszki do zapraw
Domieszki do zapraw – związki chemiczne (lub ich mieszaniny) dodawane w ilości nie większej niż 5% masy spoiwa. Stosuje się w celu modyfikacji naturalnych właściwości zapraw.
Rodzaje domieszek określa norma PN-EN 934-2:2002
- redukujące ilość wody (uplastyczniające),
- znacznie redukujące ilość wody (upłynniające),
- napowietrzające,
- przyspieszające wiązanie,
- opóźniające wiązanie,
- uszczelniające,
- kompleksowe (wpływające na kilka właściwości mieszanki lub stwardniałego betonu).

Przykłady domieszek:
- cerezyt